# Rationalisering (sociologie)
Rationalisatie of rationalisering is in de sociologie de overgang van een traditionele naar een moderne, rationele samenleving. Daarbij wordt de werkelijkheid in toenemende mate gesystematiseerd en geordend, om zo de beheersbaarheid en voorspelbaarheid te vergroten. Het handelen gebeurt steeds meer op basis van de rede, in plaats van op traditie en dogma's. Kenmerken van een gerationaliseerde maatschappij zijn een kapitalistisch economisch model, een efficiënt staatsbestuur en rechtssysteem, een onpersoonlijke bureaucratie, toenemende ontkerkelijking, en het op de voorgrond treden van de moderne wetenschap en technologie.

## Modernisering
Max Weber legde een verband met de protestantse ethiek, en zag rationalisering als de drijvende kracht achter de modernisering. Hij zag een toename van doelrationaliteit, ten koste van waarderationaliteit en van affectief en traditioneel handelen. Weber zag positieve en negatieve kanten aan de 'onttovering van de wereld', waarbij de nadruk komt te liggen op de optimalisatie van de middelen, en het doel op de achtergrond verdwijnt.
Rationalisering komt volgens Weber tot uiting in een toenemende nadruk op het belang van kennis en wetenschap, ten koste van religieuze dogma's. Daarnaast treedt een anonimisering op, waarbij relaties onpersoonlijker worden, en macht niet door een persoon, maar door een systeem wordt uitgevoerd. Verder neemt de beheersing van de natuur, maar ook van de omgang tussen mensen, steeds meer toe.

## Identiteit
Hoewel de klassieke sociologen nog geen gebruik maakten van het begrip identiteit, kwam bij hen de achterliggende betekenis wel ter sprake. Voor Émile Durkheim was er nog een sterke binding tussen het collectieve bewustzijn en de persoonlijke identiteit. Weber zag echter door rationalisatie een individualisering optreden, waardoor men het eigen lot in handen kon nemen. Georg Simmel stelde dat, waar men eerder deel uitmaakte van een enkele groep waarbinnen vrijwel iedereen elkaar kende, men nu onderdeel is van vele, elkaar soms onbekende groepen, waarmee de mogelijkheden tot zelfbepaling toenemen.
De toegenomen keuzevrijheid ervaart niet iedereen als een zegen, al is ze het logische gevolg van een vrijwillige onderwerping aan de regels van de gerationaliseerde samenleving, door Weber de ijzeren kooi genoemd.